# 细鳞河站
细鳞河站位于中国黑龙江省东宁市绥阳镇细鳞河村，是滨绥铁路沿线车站；现隶属于哈尔滨铁路局牡丹江车务段，为四等站。
细鳞河站始建于1899年，原名七站，1933年改为细鳞河站。细鳞河为当地河流，满语意为拐子鱼，汉语又记作“协领河”。2016年车站随牡绥铁路工程搬迁至现址，设有4条到发线。